# Oulens-sur-Lucens
Oulens-sur-Lucens är en ort i kommunen Lucens i kantonen Vaud i Schweiz. Den ligger cirka 24,5 kilometer nordost om Lausanne. Orten har cirka 56 invånare (2020).
Orten var före den 1 juli 2011 en egen kommun, men inkorporerades då in i kommunen Lucens.